# Hôtel de ville d'Egra

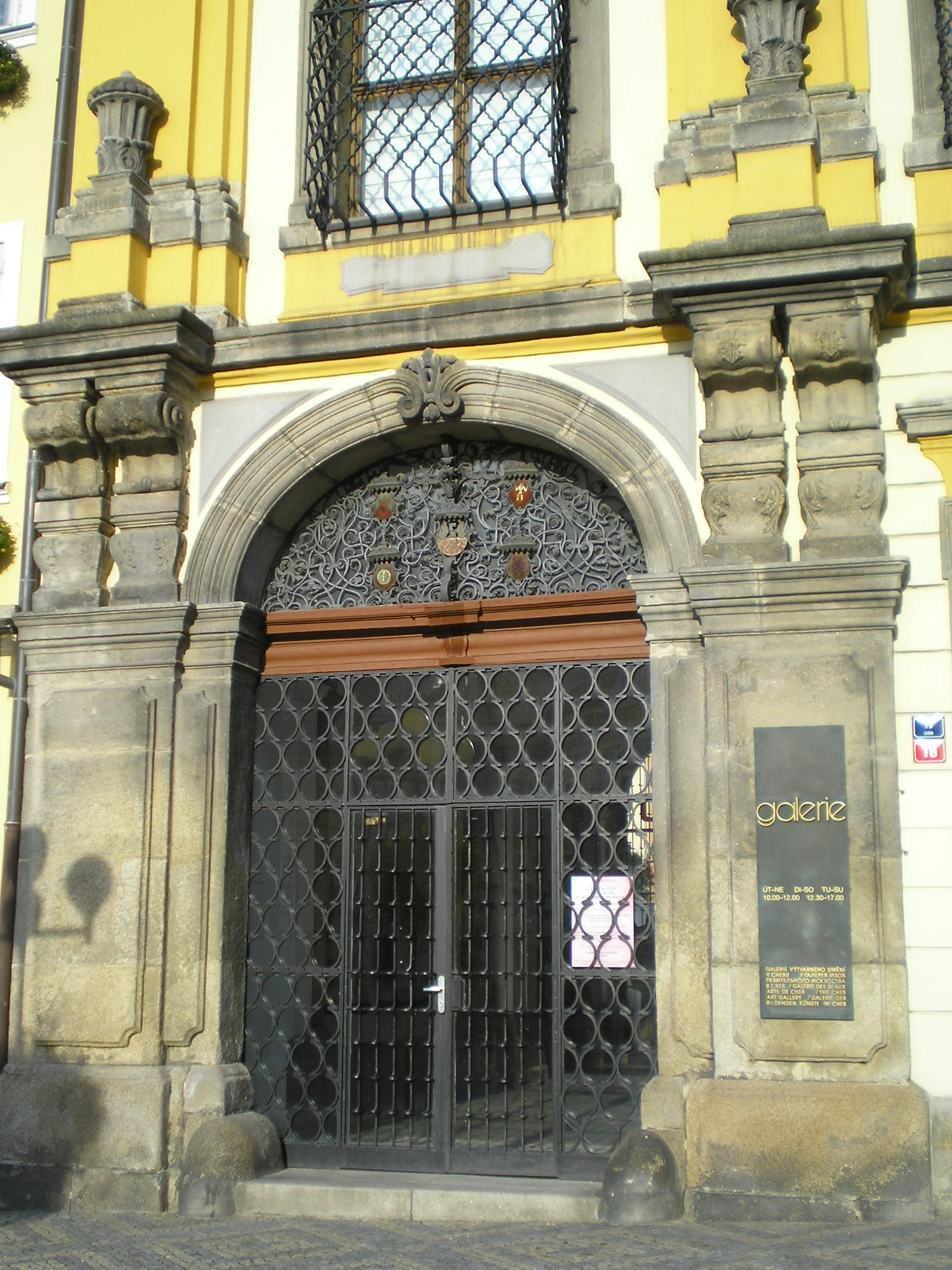
Portail

L'hôtel de ville d'Egra (en allemand Eger, en français Cheb ou Egra), une ville de République tchèque dans le District de Cheb, autrefois le centre politique de l'Egerland, a été rénové en style baroque  de 1723 à 1727. L'hôtel de ville sur la place du marché est classé monument culturel depuis 1988. 

## Architecture
Le bâtiment de trois étages est surmonté d'une tour de l'horloge. Sur le côté droit, il y a une large entrée de cour voûtée et sur le côté gauche le portail voûté, encadré par des pilastres. Un portail en fer forgé avec un blason ferme l'entrée.
L'architecture a été conçue par Giovanni Battista Alliprandi.

## Littérature
- Lorenz Schreiner (éd. ): Monuments dans l'Egerland. Documentation d'un paysage culturel allemand entre la Bavière et la Bohême. Avec la participation des Archives de l'Etat à Cheb/Eger sous Jaroslav Bohac ainsi que Viktor Baumgarten, Roland Fischer, Erich Hammer, Ehrenfried John et Heribert Sturm, Amberg in der Oberpfalz 2004, p. 72-73 (illustration, p. 74-76)

## Liens web
- La mairie de Cheb. Description de la ville de Cheb, accessible le 6 février 2015.